# Idaea invocata
Idaea invocata là một loài bướm đêm trong họ Geometridae.